# The sympathetical powder of Edricius Mohynus of Eburo
The sympathetical powder of Edricius Mohynus of Eburo o El polvo Simpático de Edricius Mohynus de Eburo (en español), es un libro escrito por el fraile alemán Edricius Mohynus en 1639. En él relata como las heridas podían ser curadas sin contacto con ellas, a distancia y mediante la facultad directiva y la virtud que puede aportar la virtud del polvo simpático en una toalla o servilleta con sangre. Según el libro, el concepto central es inyectar la buena voluntad o el deseo positivo sobre la herida.
Esta obra representa la antesala de lo que más tarde sería considerado el mesmerismo de Anton Mesmer en 1775, técnica precursora de la hipnosis actual.